# 重要野鳥生息地
重要野鳥生息地（じゅうようやちょうせいそくち）とは、野鳥の生息に重要な地帯を保全する目的で指定するプログラムである。略称は、IBA (Important Bird Area)。
IBAは、国際的野鳥保護組織のバードライフ・インターナショナル(BirdLife International)による事業である。
世界各国の保護組織と連携して実施している。

## 概要
生物多様性や生息環境の保全を考え、その重要性を反映した数値基準に基づいて、重要な地域のリストを作り、法的指定等の保全目標を定める上で、鳥類を指標とした重要度を示す基準（IBA基準）に基づき選定される。

## 日本国内における選定基準
IBA選定の基準は以下の通り。
1. 世界的に絶滅が危惧される種、または全世界で保護の必要がある種が、定期的・恒常的に多数生息している生息地。
2. 生息地域限定種が相当数生息するか、生息している可能性がある生息地。
3. ある１種の鳥類の分布域すべてもしくは大半が１つのバイオームに含まれている場合で、そのような特徴をもつ鳥類複数種が混在して生息する生息地、もしくはその可能性がある生息地。
4. 水鳥類の一定基準値以上の群れが定期的に渡来・生息するか、その可能性があるところ。渡りの経路上で地理的要因により、一定基準値を超える鳥が集中するところも含む。

## 日本国内の選定地
地域ごとのIBAを参照。
- 北海道
- 東北
- 関東
- 甲信越・北陸
- 東海・中部
- 近畿
- 中国
- 四国
- 九州
- 南西諸島